# Kriss Rudolph
Kriss Rudolph (* 1971 in Gifhorn) ist ein deutscher Autor und Journalist.

## Leben
Von 1993 bis 1998 studierte Rudolph Anglistik und Germanistik an der Universität Düsseldorf. Von 1999 bis 2001 war er Mitarbeiter beim öffentlich-rechtlichen Sender SWR3. Von 2004 bis 2008 war er beim öffentlich-rechtlichen Sender WDR 2 tätig. Als Autor verfasste Rudolph mehrere Bücher. Von Februar 2015 bis Januar 2017 war Rudolph als Chefredakteur bei dem deutschen Magazin Männer des Bruno Gmünder Verlags tätig, wo er zuvor als Stellvertretender Chefredakteur arbeitete. Sein Vorgänger als Chefredakteur war David Berger. Sein Nachfolger als Chefredakteur war Paul Schulz.

## Werke
- Kindsköpfe; Fischer-Taschenbuch, Frankfurt .a.M. 2009, ISBN 978-3-596-17187-3
- Heute ziehst Du aus, Fischer-Taschenbuch, Frankfurt .a.M. 2008, ISBN 978-3-596-17810-0
- Unsterblich kopiert, Fischer-Taschenbuch, Frankfurt .a.M. 2006, ISBN 978-3-596-17185-9
- Das Beste von heute, Fischer-Taschenbuch, Frankfurt .a.M., unveränderter Reprint 2015, ISBN 978-3-596-30045-7
- PAAROLI! Schwule in jeder Beziehung, Bruno-Gmünder-Verlag, Berlin 2004, ISBN 3-86187-597-7
- L.A. AFFÄRE, Bruno-Gmünder-Verlag, Berlin 2003, ISBN 3-86187-293-5

## Auszeichnungen und Preise
- 2006: nominiert für den DELIA-Literaturpreis mit dem Buch Unsterblich kopiert
- 2011: Niedersächsischer Hörfunkpreis[4]